# Stor-Valvattnet
Stor-Valvattnet är en sjö i Åsele kommun i Lappland och ingår i Gideälvens huvudavrinningsområde. Sjön har en area på 1,22 kvadratkilometer och ligger 364,1 meter över havet. Sjön avvattnas av vattendraget Valvattenbäcken.

## Delavrinningsområde
Stor-Valvattnet ingår i det delavrinningsområde (713171-159577) som SMHI kallar för Utloppet av Stor-Valvattnet. Medelhöjden är 404 meter över havet och ytan är 14,27 kvadratkilometer. Det finns ett avrinningsområde uppströms, och räknas det in blir den ackumulerade arean 27,65 kvadratkilometer. Valvattenbäcken som avvattnar avrinningsområdet har biflödesordning 2, vilket innebär att vattnet flödar genom totalt 2 vattendrag innan det når havet efter 184 kilometer. Avrinningsområdet består mestadels av skog (84 procent). Avrinningsområdet har 1,2 kvadratkilometer vattenytor vilket ger det en sjöprocent på 8,4 procent.